# Liste der Fahnenträger der salomonischen Mannschaften bei Olympischen Spielen
Die Liste der Fahnenträger der salomonischen Mannschaften bei Olympischen Spielen listet chronologisch alle Fahnenträger salomonischer Mannschaften bei den Eröffnungsfeiern Olympischer Spiele auf.

## Liste der Fahnenträger
| Mannschaft             | Veranstaltung | Fahnenträger (EF)            | Fahnenträger (AF) |
| ---------------------- | ------------- | ---------------------------- | ----------------- |
| 1984 in Los Angeles    | Sommerspiele  | Leslie Ata                   |                   |
| 1988 in Seoul          | Sommerspiele  | Gustave Mansad (Offizieller) |                   |
| 1992 in Barcelona      | Sommerspiele  | Leslie Ata                   |                   |
| 1996 in Atlanta        | Sommerspiele  | Joseph Onika (Offizieller)   |                   |
| 2000 in Sydney         | Sommerspiele  | Primo Higa                   |                   |
| 2004 in Athen          | Sommerspiele  | Francis Manioru              | Francis Manioru   |
| 2008 in Peking         | Sommerspiele  | Wendy Hale                   | Pauline Kwalea    |
| 2012 in London         | Sommerspiele  | Jenly Tegu Wini              | Tony Lomo         |
| 2016 in Rio de Janeiro | Sommerspiele  | Jenly Tegu Wini              | Rosefelo Siosi    |
| 2020 in Tokio          | Sommerspiele  | Sharon Firisua               | Mary Kini Lifu    |
| 2020 in Tokio          | Sommerspiele  | Edgar Richardson Iro         | Mary Kini Lifu    |
| 2024 in Paris          | Sommerspiele  | Isabella Millar              | Sharon Firisua    |

Anmerkung: (EF) = Eröffnungsfeier, (AF) = Abschlussfeier

## Statistik
| Rang    | Sportart       | EF | AF | ∑  |
| ------- | -------------- | -- | -- | -- |
| 1       | Leichtathletik | 3  | 4  | 7  |
| 2       | Gewichtheben   | 5  | 1  | 6  |
| 3       | Offizieller    | 2  | 0  | 2  |
| 3       | Schwimmen      | 2  | 0  | 2  |
| 5       | Judo           | 0  | 1  | 1  |
| Gesamt: | Gesamt:        | 12 | 6  | 18 |

| Rang                   | Sportart | EF | AF | ∑ |
| ---------------------- | -------- | -- | -- | - |
| bisher keine Teilnahme |          |    |    |   |
| Gesamt:                | Gesamt:  | 0  | 0  | 0 |

| Rang    | Sportart       | EF | AF | ∑  |
| ------- | -------------- | -- | -- | -- |
| 1       | Leichtathletik | 3  | 4  | 7  |
| 2       | Gewichtheben   | 5  | 1  | 6  |
| 3       | Offizieller    | 2  | 0  | 2  |
| 3       | Schwimmen      | 2  | 0  | 2  |
| 5       | Judo           | 0  | 1  | 1  |
| Gesamt: | Gesamt:        | 12 | 6  | 18 |